# Арјез Епенан
Арјез Епенан (фр. Aries-Espénan) насеље је и општина у јужној Француској у региону Миди Пирене, у департману Горњи Пиринеји која припада префектури Тарб.
По подацима из 2011. године у општини је живело 63 становника, а густина насељености је износила 11,35 становника/km². Општина се простире на површини од 5,55 km². Налази се на средњој надморској висини од 276 метара (максималној 405 m, а минималној 262 m).

## Демографија
| 1962. | 1968. | 1975. | 1982. | 1990. | 1999. | 2011. |
| ----- | ----- | ----- | ----- | ----- | ----- | ----- |
| 82    | 83    | 80    | 75    | 72    | 63    | 63    |

График промене броја становника у току последњих година